# Heteronyx leai
Heteronyx leai är en skalbaggsart som beskrevs av Blackburn 1909. Heteronyx leai ingår i släktet Heteronyx och familjen Melolonthidae. Inga underarter finns listade i Catalogue of Life.